# Piano Versions
Piano Versions (en español: Versiones de piano) es un extended play (EP) del compositor-productor inglés Jon Hopkins. Fue publicado el 16 de abril de 2021 a través del sello discográfico independiente Domino Records, donde las cuatro canciones son reinterpretaciones acústicas teniendo a su piano vertical como protagonista.

## Concepto
Luego de concluir las presentaciones por su quinto álbum de estudio Singularity, Hopkins presentó la pieza minimalista «Scene Suspended», que fue introducida en febrero de 2020 en la Ópera de Sídney. En un comunicado, describe: “he estado deseando volver a la simplicidad, al sonido acústico y al instrumento con el que crecí”.
A comienzos de abril e inspirado por el ambiente surreal al inicio de la pandemia por COVID-19, Hopkins fue a su estudio local a interpretar «Dawn Chorus» de Thom Yorke en una sola toma. Con la publicación de «Evergreen» por Brian y Roger Eno un año después, declaraba en un comunicado la lista de canciones para su EP.
“Me parece que la melodía es universal y aquellas con las que realmente conecto brillan independientemente del género o el contexto, ya sea tecno, folk o lo que sea. Me encantó la simpleza de que mi viejo piano vertical fuera el centro de todo un disco por primera vez. [...] Quiero que la gente no sólo escuche estas grabaciones, sino que sientan lo que sentí al estar allí y hacerlas. Fue una experiencia profunda.”
— Jon Hopkins.

## Lista de canciones
| N.º   | Título            | Intérprete original          | Duración |  |
| 1.    | «Dawn Chorus»     | Thom Yorke (2019)            | 3:24     |  |
| 2.    | «Heron»           | James Yorkston (2004)        | 4:05     |  |
| 3.    | «Modern Driveway» | Luke Abbott (2012)           | 4:07     |  |
| 4.    | «Wintergreen»     | Brian Eno y Roger Eno (2020) | 3:44     |  |
| 15:20 |                   |                              |          |  |

## Créditos y personal
Adaptados desde AllMusic.
- Jon Hopkins – Artista principal, mezcla, producción.
- Guy Davie – Masterización (2–4).
- Cherif Hashizume – Masterización (1), mezcla.
- Leo Abrahams – Guitarra.
- Matthew Cooper – Layout.
- Robert Frank Hunter – Ilustraciones.
- Thom Yorke – Composición (1).
- Nigel Godrich – Composición (1).
- James Yorkston – Composición (2).
- Luke Abbott – Composición (3).
- Roger Eno – Composición (4).
- Brian Eno – Composición (4).